# Trabzon Cup 2013
Il Trabzon Cup 2013 è stato un torneo di tennis facente parte della categoria ITF Women's Circuit nell'ambito dell'ITF Women's Circuit 2013. Il torneo si è giocato a Trebisonda in Turchia dal 2 all'8 settembre 2013 su campi in cemento e aveva un montepremi di $50,000.

## Partecipanti

### Teste di serie
| Nazionalità | Giocatrice        | Ranking* | Testa di serie |
| ----------- | ----------------- | -------- | -------------- |
| Germania    | Dinah Pfizenmaier | 99       | 1              |
| Ucraina     | Maryna Zanevs'ka  | 113      | 2              |
| Slovenia    | Tadeja Majerič    | 122      | 3              |
| Rep. Ceca   | Kristýna Plíšková | 131      | 4              |
| Russia      | Nina Bratčikova   | 139      | 5              |
| Russia      | Ekaterina Byčkova | 153      | 6              |
| Polonia     | Magda Linette     | 157      | 7              |
| Serbia      | Aleksandra Krunić | 158      | 8              |

- Ranking al 26 agosto 2013.

### Altre partecipanti
Giocatrici che hanno ricevuto una wild card:
- Cemre Anıl
- Naz Karagöz
- Dinah Pfizenmaier
- Ege Tomey

Giocatrici che sono passate dalle qualificazioni:
- Melis Sezer
- Christina Shakovets
- Emily Webley-Smith
- Ekaterina Jašina
- Ani Amiraghyan (lucky loser)
- Claudia Coppola (lucky loser)

## Vincitrici

### Singolare
Aleksandra Krunić ha battuto in finale  Stéphanie Foretz Gacon con il punteggio di 1–6, 6–4, 6–3

### Doppio
Julija Bejhel'zymer /  Maryna Zanevs'ka hanno battuto in finale  Alona Fomina /  Christina Shakovets con il punteggio di 6–3, 6–1